# Mureșul Târgu Mureș
CS Mureșul Târgu Mureș a fost un club de fotbal din Târgu Mureș. Clubul ajuns de două ori în semifinalele primei ligi naționale din România. Echipa este predecesoarea CS Târgu Mureș.

## Istorie
Mureșul Târgu Mureș (numit după Râul Mureș, situat în Târgu Mureș) a fost creat în 1921 sub denumirea SS Mureșul Târgu Mureș. În 1923, s-au alăturat CFR Târgu Mureș, Clubul Sportiv al feroviarilor, sub denumirea de CFR Mureșul Târgu Mureș. În același an, clubul a câștigat campionatul raional Târgu Mureș și s-a calificat în etapa finală a campionatului României. După victorii cu Șoimii Sibiu și Venus București au ajuns în semifinale, dar au fost învinși de Chinezul Timișoara cu 0–9.
În cursul anului 1924 și-a schimbat numele și a devenit independent CS Mureșul Târgu Mureș. În 1932 au câștigat Campionatul de Centru al României, nou creat și recalificat în tururile finale. Au câștigat împotriva Crișanei Oradea, dar în semifinale a fost învinsă de campioana en titre UD Reșița cu 2–8.
În timpul celui de-al Doilea Război Mondial, clubul a încetat din orice competiție de fotbal.
În 1944, muncitorii de la calea ferată din România au fondat un nou club sub numele ASM Târgu Mureș, mai târziu CS Târgu Mureș, un nou club care să adune laolaltă cei mai buni jucători din oraș.
În 1959 clubul a fost reînviat sub numele de Voința Târgu Mureș.
În septembrie 1964, clubul a fuzionat cu ASA 1962 Târgu Mureș.

## Cronologia of numelui
| Nume                   | Perioada  |
| ---------------------- | --------- |
| SS Mureș Târgu Mureș   | 1921–1923 |
| CFR Mureș Târgu Mureș  | 1923–1924 |
| CS Mureșul Târgu Mureș | 1924–1940 |
| CFR Târgu Mureș        | 1944–1958 |
| Voința Târgu Mureș     | 1959–1960 |
| CS Mureșul Târgu Mureș | 1960–1964 |

## Palmares

### Competiții Naționale

#### Ligi:
```
 
Liga I
:
```

- Semifinale (2): 1923–24, 1931–32.
- Locul 7 (1): 1933–34.

```
 
Liga a II-a
:
```

Campioni (1): 1938–39
Vicecampioni (1): 1939–40
```
 
Liga a III-a
:
```

Campioni (1): 1948–49